# Awletim
Der Awletim (kirgisisch Авлетим) ist ein rechter Nebenfluss des Kara-Suu im Oblus Dschalal-Abad in Kirgisistan.
Der Awletim entspringt westlich des Sary-Tschelek-Sees am Südosthang des Tschatkalgebirges. Von dort fließt er in überwiegend südlicher Richtung durch den Verwaltungsbezirk Aksy durch ein enges Tal. Später wendet er sich nach Südosten und Osten. Die Verbindungsstraße zwischen Kerben und dem Kara-Suu-Tal verläuft entlang dem Unterlauf des Awletim ab der Einmündung des Itagar von rechts. Der Awletim mündet schließlich in den Aksuu. Der Fluss hat eine Länge von 35 km. Sein Einzugsgebiet umfasst 863 km². Der mittlere Abfluss beträgt 10,6 m³/s. Der maximale (monatliche) Abfluss beträgt 20 m³/s, der geringste 5,6 m³/s.